# 南草津駅

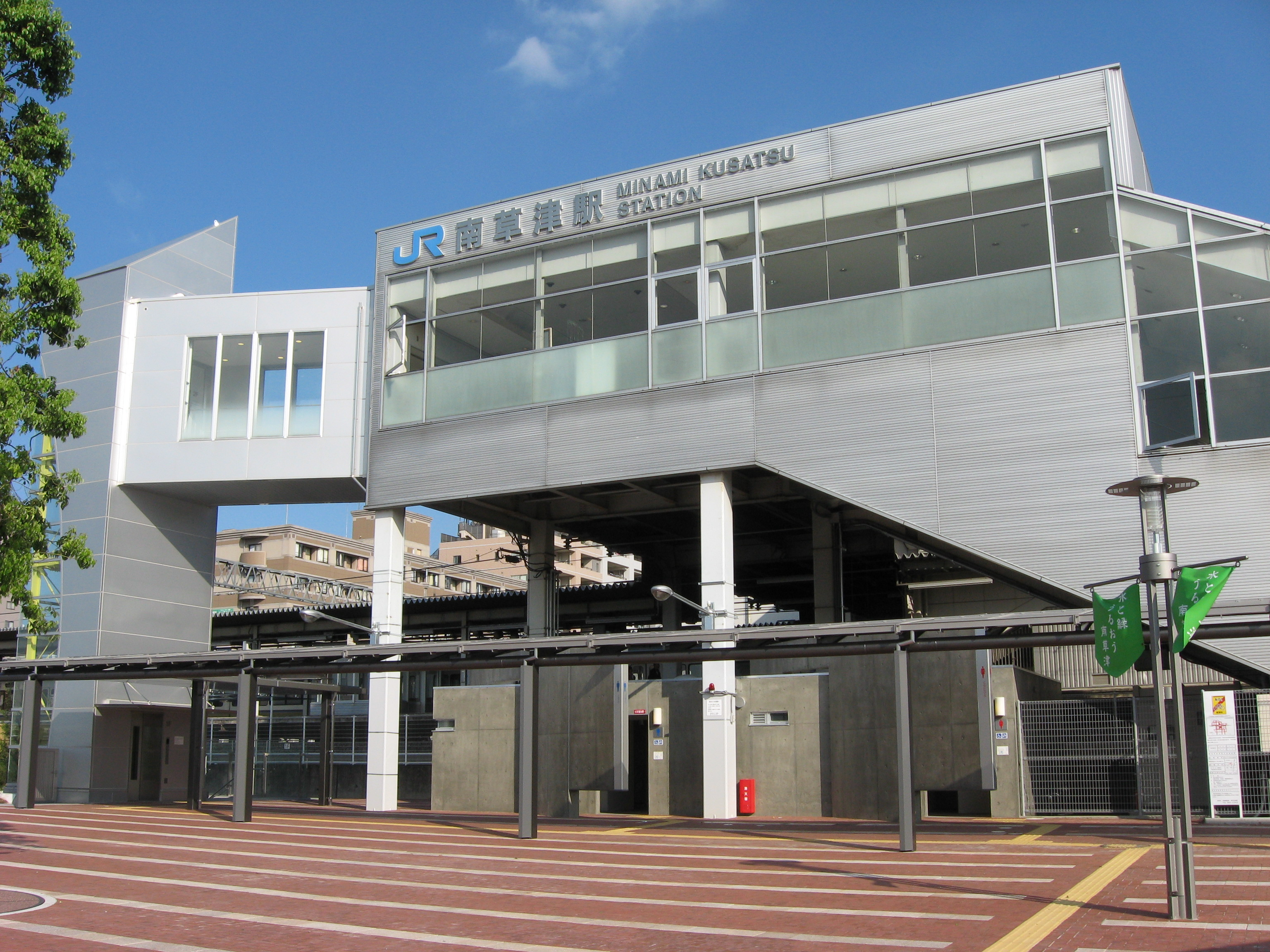
西口（2007年9月）

南草津駅（みなみくさつえき）は、滋賀県草津市野路（のじ）一丁目にある、西日本旅客鉄道（JR西日本）東海道本線の駅である。駅番号はJR-A25。「琵琶湖線」の愛称区間に含まれている。略称として「ミナクサ」と呼ばれることもある。

## 概要
総事業費約30億円の内、草津市が約25億円を負担して設置された請願駅の1つであり、1994年9月4日に開業した。開業に先立って立命館大学びわこ・くさつキャンパス（BKC）が開設され、駅周辺は田園地帯から若者の街に様変わりしたとされる。
1994年の開業時から急激に利用者が増え、2011年からは新快速の停車駅となり、2014年度には草津駅を上回り、滋賀県内では最も乗車人数の多い駅となった。また、2021年3月13日から特急「はるか」・「びわこエクスプレス（現：らくラクびわこ）」の停車駅となる。ただし、2020年度は新型コロナウイルス感染症（COVID-19）の流行による影響で大幅に減少し、草津駅を下回ったため6年ぶりに県内第2位へと後退した。

## 歴史

### 草津市南部新都心と新駅の構想
現在の南草津駅は狭間池を埋め立てて造成した区域である。1960年代の高度経済成長期に入ると、周辺の地域で大規模な工場が立地するが、駅周辺は森林に覆われたままであった。
1978年（昭和53年）12月の市議会で、当時の草津市長が、草津駅と瀬田駅のほぼ中間の野路町辺りに新駅を設置し、周辺を「南部新都心」として開発する構想を表明したのが始まりである。
この構想は、草津川の新水路を開設して平地河川化する改良計画に伴い、草津市南部が新水路で分断されることへの対策と周辺の住宅地の玄関口を兼ねたものであった。
その後、1985年（昭和60年）7月1日に「南部新都心」構想の期成同盟会が結成され、次いで、1986年（昭和61年）3月27日に草津商工会議所が事務局となって「草津市南部新駅」の期成同盟会が結成され、「草津市南部新駅」の新設を求めて関係機関などへの働き掛けを本格化させた。
これを受けて、新駅を中心として周辺一帯で区画整理などを行う「南部新都心計画」が事業化に向けて動き出すことになった。

### 立命館進出と市民募金から着工へ
1990年（平成2年）2月16日、立命館大学が新キャンパスの環境アセスメント通知書を滋賀県に提出するなど同大学進出の具体化が進み、「草津市南部新駅」の期成同盟会では1990年（平成2年）5月の市民募金で「野路駅」の開設資金の一部を調達することを期成同盟会で決定して駅の建設促進を目指した。新駅建設費用の市民募金は、1991年（平成3年）9月末までに約3.6億円に達した。1991年（平成3年）11月には立命館大学が新キャンパスを着工した。
こうした動きを受けて、1992年（平成4年）1月30日にJR西日本も建設資金の一部を負担した上で、1994年（平成6年）春の開業を目指すことになった。
しかし、1992年（平成4年）5月、開業が1994年（平成6年）秋と半年ほど遅れる見込みとなり、立命館大学のキャンパス開設に間に合わないことになった。1992年（平成4年）5月28日の新駅設置の申請でも1994年（平成6年）秋の開業とされ、1992年（平成4年）12月3日に安全祈願祭を行って駅の本格的な工事に入った。

### 駅名の決定
期成同盟会の名称になっている「草津市南部新駅」として構想が始まったものである。
野路町にあることから「野路駅」とも呼ばれた。駅名決定にあたり新駅名称を一般公募し、976通62種類の中から1992年4月30日の期成同盟理事会にて「野路立命館」と地元要望案を決定した。しかし、「野路立命館」の名称については地元の反対が多く、その後、地元の自治会が「野路」とする嘆願書を草津市に提出する など、いくつかの案が出る形となった。1994年（平成6年）2月2日に「草津市南部新駅設置期成同盟会」が「南草津」とする答申を草津市長に提出し、同月17日に草津市からJR西日本に「南草津」とするよう申し入れた。これを受けて1994年（平成6年）6月28日に、開業日（9月4日）と「南草津」という駅名が正式決定された。なお、西口地区の町名は、区画整理事業の完了に合わせて、2009年（平成21年）10月24日に野路町から「南草津」に変更されることになったものである。

### 開業と周辺開発の遅れ
新駅設置の申請時点でも区画整理と都市計画道路の整備に向けた調整は決着しておらず、1992年（平成4年）8月2日に東口側の「草津市野路東部土地区画整理組合」を設立することになり、1994年（平成6年）4月2日に仮換地指定への地権者などの同意が得られて全面的な着工が可能となった。そのため、当駅が1994年（平成6年）9月4日に開業したものの、駅周辺の整備事業が続き、東口の駅前広場の完成は1999年（平成11年）2月となった。なお、新駅の開業を受け、「草津市南部新駅設置期成同盟会」は開業翌年の1995年（平成7年）3月27日に総会を開いて解散することになった。
西口については、1998年（平成10年）に草津市が区画整理事業に着手することになり、1999年（平成11年）6月26日にその都市計画決定についての地権者などによる総会開催を経て、同年10月24日に土地区画整理組合を設立することになった（平成22年度事業終了予定）。
この区画整理事業に伴い、古道沿いとされる場所で、2000年（平成12年）9月に中世と見られる建物群などの遺跡が出土している。それにより、西口にバスとタクシーの乗降場などのある駅前広場が整備され、2007年（平成19年）7月25日に供用開始となった。

### 新快速・特急停車駅へ
駅の発展に合わせて新快速停車の声が地元から高まり、2007年（平成19年）11月19日には草津市・草津商工会議所・学校法人立命館・松下電器産業松下ホームアプライアンス社（現在のパナソニックくらしアプライアンス社）の4者連名で、当駅での新快速電車の停車ならびに京都駅 - 西明石駅間で運転されている普通を草津駅へ延伸するようJR西日本に対し請願した。しかし、当時JR西日本は「南草津駅の利用状況からこの地域が重要な拠点として認識しているが、収益性や米原・長浜への速達性の確保の観点、さらには、南草津駅より乗降客数が多くても新快速が停車しない駅もあるなど、現状では大変厳しい」と草津市に回答した。
2008年（平成20年）2月24日、新快速停車を公約に掲げた橋川渉が草津市長に初当選（3月21日就任）した。2009年（平成21年）12月2日には、2011年春のダイヤ改正での当駅への新快速停車を目標に「南草津駅新快速停車促進期成同盟会」が設立され、草津市・市自治連合会・草津商工会議所・立命館大学・パナソニックホームアプライアンス社などの7団体が中心メンバーとなった。
同会は設立とともに署名活動を始め、最終的には目標を大きく超える61,162名の署名が集まった。
署名は要望書とともに2010年（平成22年）2月18日にJR西日本に提出された。
地元の要望を踏まえて、JR西日本がダイヤ改正で新快速が全列車停車することが発表され、2011年（平成23年）3月12日から新快速の停車が開始された。新快速の停車駅追加は、運行区間の延伸によるものを除くと、1997年（平成9年）3月8日のダイヤ改正で尼崎駅に新規停車して以来14年ぶりとなった。
新快速の停車に伴い、南草津駅に停車する列車は平日170本、土日祝日156本から平日293本、土日祝日266本に増加した。
2021年（令和3年）3月13日のダイヤ改正で新たに特急「はるか」・「びわこエクスプレス」も当駅に停車するようになった。

### 年表
- 1978年（昭和53年）：草津市長が市議会で草津市南部新駅と南部副都心構想を発表[13]。
- 1980年（昭和55年）：南部副都心構想発表（第2次草津市総合計画）[7]。
- 1985年（昭和60年）7月1日：草津市南部新都心期成同盟会結成[14]。
- 1986年（昭和61年）3月27日：草津市南部新駅設置期成同盟会結成[15]。
- 1990年（平成2年）
  - 5月：新駅設置の市民募金実施を決定[18]。
  - 日付不明：第3次草津市総合計画発表[注釈 2]。
- 1992年（平成4年）
  - 5月28日：新駅設置を申請[38]。
  - 8月2日：草津市野路東部土地区画整理組合の設立[39]（平成14年3月換地完了に伴い組合解散）。
  - 12月3日：駅建設工事の安全祈願祭が行われる[25]。
- 1994年（平成6年）
  - 4月：立命館大学びわこ・くさつキャンパス開設。
  - 4月2日：仮換地指定に地権者などが同意[40]。
  - 6月28日：JR西日本が正式駅名を南草津駅に、開業日を9月4日に決定[34]。
  - 9月4日：南草津駅が東海道本線（琵琶湖線）の草津駅 - 瀬田駅間に新設される形で開業[2]。
- 1995年（平成7年）3月27日：「草津市南部新駅設置期成同盟会」の解散総会[43]。
- 1998年（平成10年）3月22日：自動改札機を設置し、供用開始[58]。
- 1999年（平成11年）
  - 2月17日：東口の駅前広場が完成[42]。
  - 6月26日：西口の都市計画決定に伴い、地権者などによる総会を開催[45]。
  - 10月24日：草津市野路西部土地区画整理組合設立[46]。
- 2001年（平成13年）
  - 1月31日：東口に南草津駅前交番が設置される[59]。
  - 10月1日：駅周辺で自転車放置禁止区域に指定される[60]。
- 2002年（平成14年）6月22日：東口と市民交流プラザ（フェリエ南草津）を結ぶペデストリアンデッキが供用開始[61]。
- 2003年（平成15年）11月1日：ICカード「ICOCA」の利用が可能となる[62]。
- 2007年（平成19年）
  - 5月24日：西口と東口を結ぶ地下市道が供用開始[63]。
  - 7月25日：西口の駅前広場とエレベーターが供用開始[48]。
- 2009年（平成21年）
  - 10月24日：西口の区画整理事業が完了し、地名を「野路町」から「南草津」に変更[36][37]。
  - 12月2日：「南草津駅新快速停車促進期成同盟会」を設立[49]。
- 2011年（平成23年）3月12日：ダイヤ改正に伴い、新快速が全列車終日停車するようになる[9][10][11][54][64]。
- 2015年（平成27年）3月12日：入線警告音の見直しに伴い、接近メロディ導入 [65]。
- 2018年（平成30年）3月17日：駅ナンバリングが導入され、使用を開始する[66]。
- 2021年（令和3年）3月13日：ダイヤ改正に伴い、特急「はるか」・「びわこエクスプレス」の停車駅となる[57][67][68]。
- 2023年（令和5年）
  - 6月1日：みどりの券売機プラスを導入[3]。
  - 6月30日：みどりの窓口の営業を終了[3]。
  - 7月1日：業務委託化[69]。
- 2024年（令和6年）9月4日：駅開業30周年を迎えたことにより、改札口などに記念ポスターが貼られる[70]。

## 駅構造
島式ホーム2面4線を有する地上駅。橋上駅舎を有し、東西に駅前広場を持つ。エレベーター4基・エスカレーター6基を備え、駅前広場と改札、改札とホーム間それぞれがバリアフリーに対応している。駅舎の面積は818 ㎡（平方メートル）で、ホーム延長は245 m（メートル）。上下線のホームには冷暖房付きの待合室が開業当初から設置されている。
開業時は駅の東側に滋賀県の福祉ゾーンがあるため、障害者や高齢者にやさしい駅づくりが行われた。開業当初からエレベーター3基・エスカレーター5基が設けられ、滋賀県内でエレベーターが初めて設置された駅である。
ICOCA・ICOCA相互利用カードは使用可能。また、みどりの券売機、みどりの券売機プラス、コインロッカーが設置されている。
1994年から2008年までの14年の間にホームで17件の列車との接触事故が発生しており、ホーム上での安全対策が課題となっている。ホームには転落防止柵やホームドアは設置されていない。JR西日本はホーム上に誘導シートや注意喚起シートを敷設するなどして安全対策を行っている。
駅構内の階段には草津市のマスコットキャラクター「たび丸」が東海道と中山道が旅をしているイラストが掲示されている。

### のりば
南草津駅では以下の通り案内されている。
| のりば | 路線     | 方向 | 線路   | 行先           | 備考     |
| ------ | -------- | ---- | ------ | -------------- | -------- |
| 1      | 琵琶湖線 | 下り | 外側線 | 京都・大阪方面 | 一部列車 |
| 2      | 琵琶湖線 | 下り | 内側線 | 京都・大阪方面 |          |
| 3      | 琵琶湖線 | 上り | 内側線 | 草津・米原方面 |          |
| 4      | 琵琶湖線 | 上り | 外側線 | 草津・米原方面 | 一部列車 |

- ラッシュ時間帯の新快速・特急（「はるか」・「らくラクびわこ」）は外側線、日中の新快速・普通電車は内側線に停車する[81]。草津駅 - 京都駅間の複々線区間は、原則としてこの運行形態となっている[82][83]。

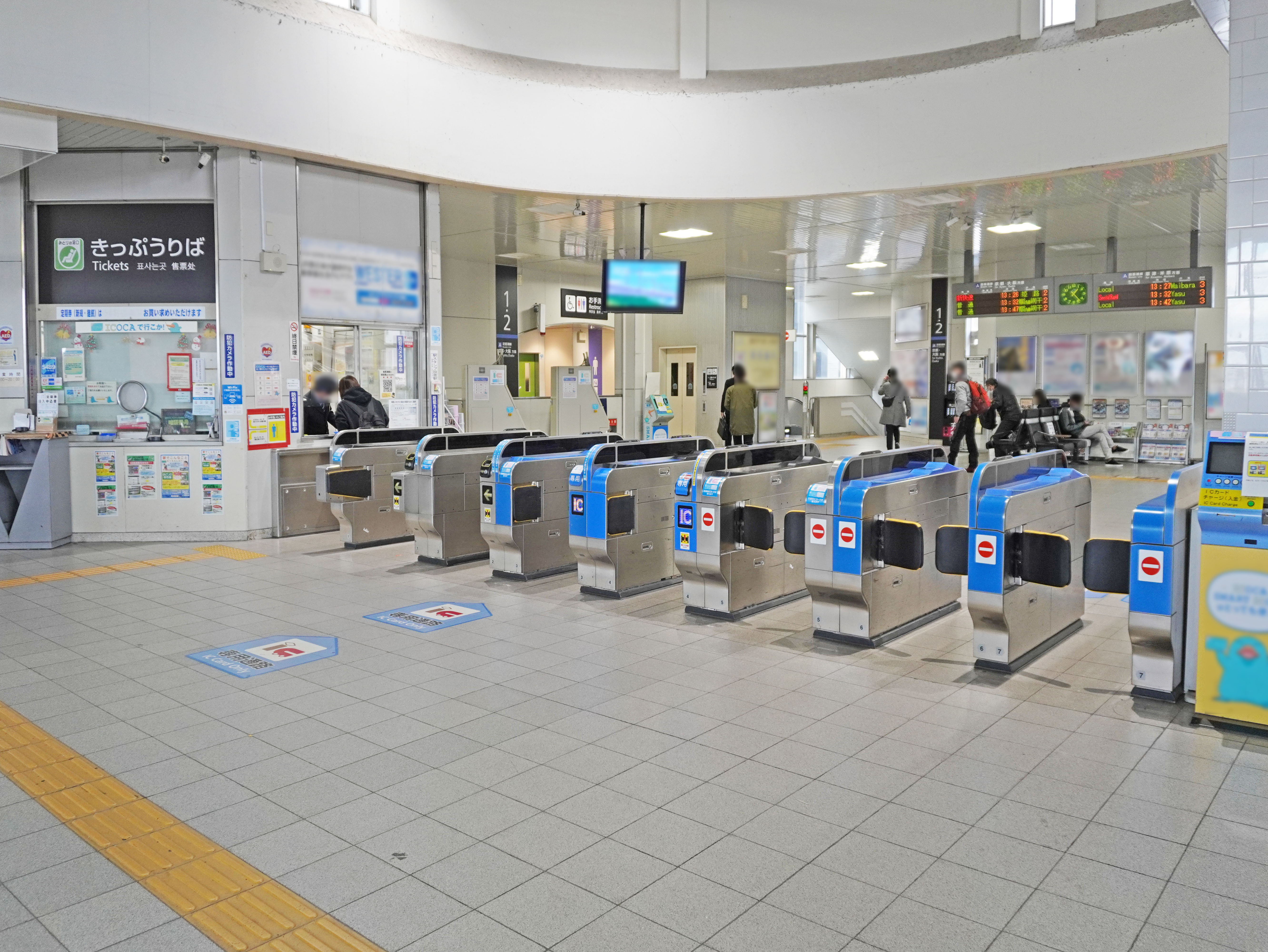
改札口（2022年12月）
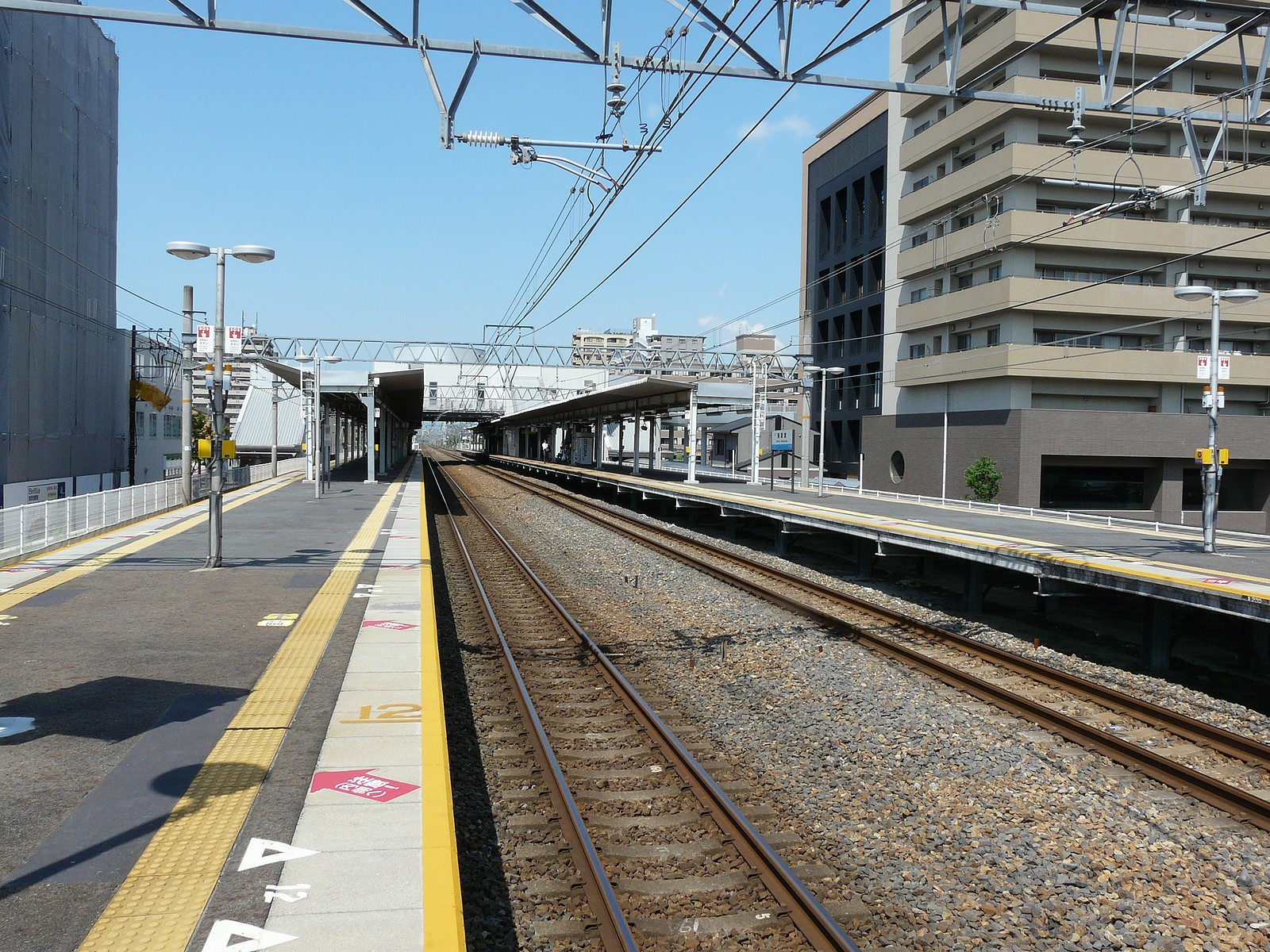
ホーム（2008年7月）

## ダイヤ
日中時間帯は1時間に7本（新快速が3本、普通（大阪方面行きは高槻駅から快速）が4本）が停車する。朝夕のラッシュ時は草津線へ直通する普通も運行されるため、本数がやや多くなる（夕方はラッシュ前から草津線に直通する列車の設定がある）。

## 利用状況
2023年度の1日平均乗車人員は26,860人で、JR西日本の駅では第29位である。1日当たり利用者数では53,720人。開業前は、立命館大学びわこ・くさつキャンパス（BKC）の開設を想定した上で1日平均乗車人員を約14,000人と見込んでいたが、予想を超えて利用されている。
2014年度には草津駅を上回り、滋賀県内の駅では最も乗車人員が多い駅となった。しかし、2020年度は新型コロナウイルス感染症（COVID-19）の流行による影響で大幅に減少し、草津駅を下回ったため6年ぶりに県内第2位へと後退した。
「滋賀県統計書」やJR西日本の資料によると、開業以降の1日平均の乗車人員推移は下表のとおりである。
| 年度               | 1日平均 乗車人員 | 出典        |
| ------------------ | ---------------- | ----------- |
| 1994年（平成06年） | 3,986            | [ 統計 5 ]  |
| 1995年（平成07年） | 9,014            | [ 統計 6 ]  |
| 1996年（平成08年） | 10,145           | [ 統計 7 ]  |
| 1997年（平成09年） | 11,140           | [ 統計 8 ]  |
| 1998年（平成10年） | 14,095           | [ 統計 9 ]  |
| 1999年（平成11年） | 14,756           | [ 統計 10 ] |
| 2000年（平成12年） | 16,216           | [ 統計 11 ] |
| 2001年（平成13年） | 16,316           | [ 統計 12 ] |
| 2002年（平成14年） | 17,099           | [ 統計 13 ] |
| 2003年（平成15年） | 18,013           | [ 統計 14 ] |
| 2004年（平成16年） | 18,598           | [ 統計 15 ] |
| 2005年（平成17年） | 19,146           | [ 統計 16 ] |
| 2006年（平成18年） | 20,182           | [ 統計 17 ] |
| 2007年（平成19年） | 20,620           | [ 統計 18 ] |
| 2008年（平成20年） | 21,895           | [ 統計 19 ] |
| 2009年（平成21年） | 22,067           | [ 統計 20 ] |
| 2010年（平成22年） | 22,757           | [ 統計 21 ] |
| 2011年（平成23年） | 24,694           | [ 統計 22 ] |
| 2012年（平成24年） | 25,829           | [ 統計 23 ] |
| 2013年（平成25年） | 27,168           | [ 統計 24 ] |
| 2014年（平成26年） | 28,006           | [ 統計 25 ] |
| 2015年（平成27年） | 29,128           | [ 統計 26 ] |
| 2016年（平成28年） | 29,924           | [ 統計 27 ] |
| 2017年（平成29年） | 30,363           | [ 統計 28 ] |
| 2018年（平成30年） | 30,755           | [ 統計 29 ] |
| 2019年（令和元年） | 30,443           | [ 統計 30 ] |
| 2020年（令和02年） | 21,172           | [ 統計 31 ] |

## 駅周辺

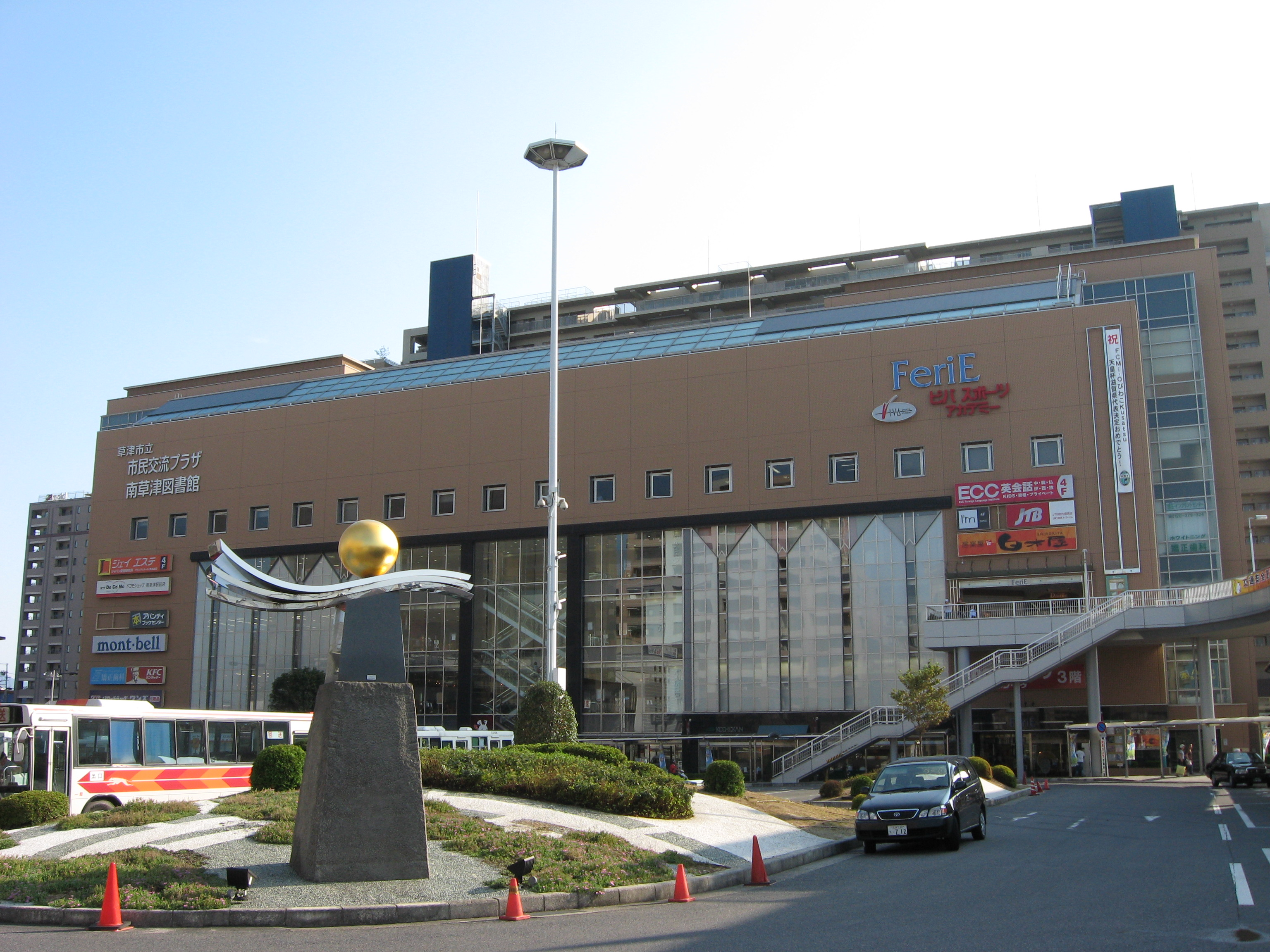
フェリエ南草津（2007年9月）

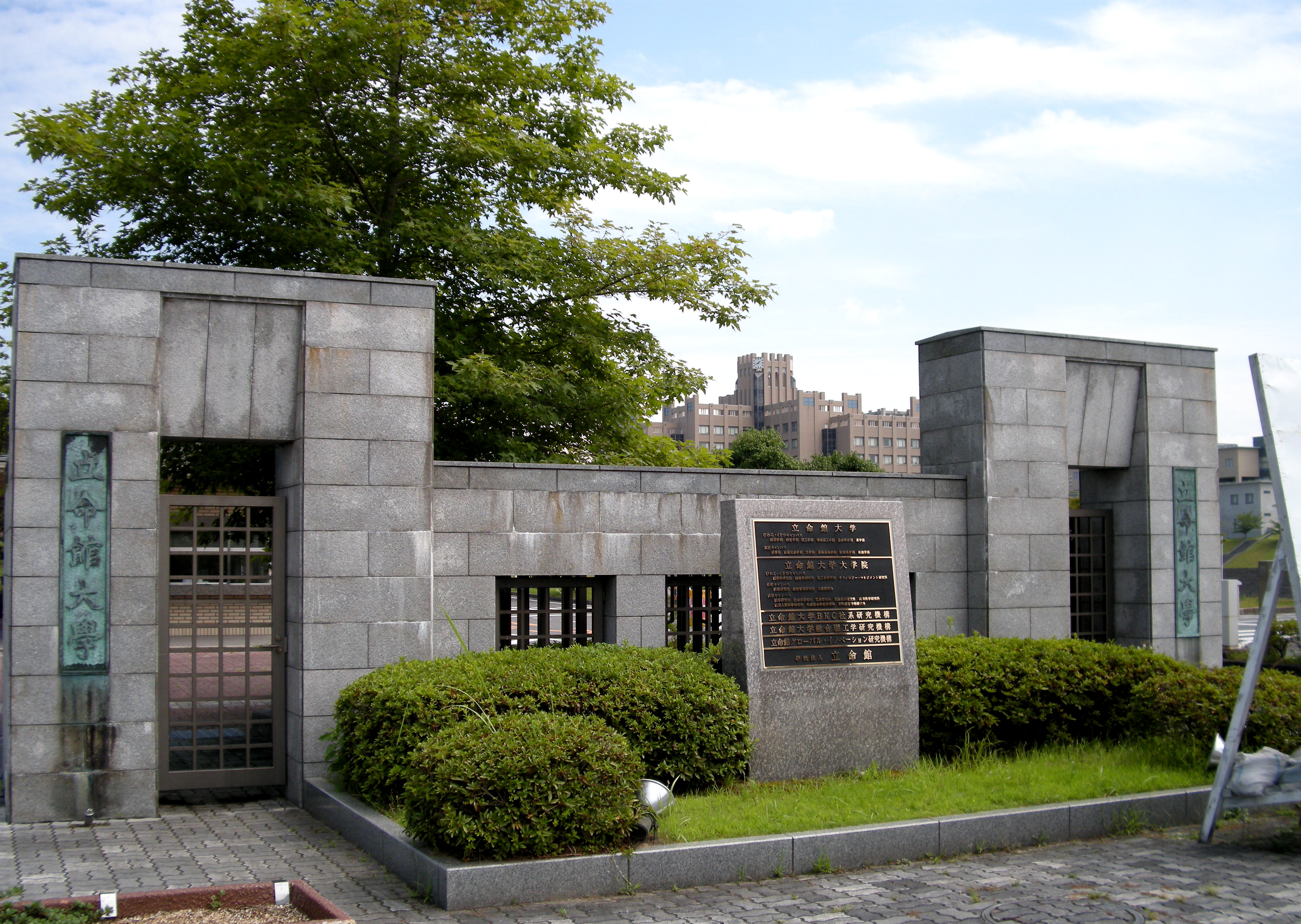
立命館大学びわこ・くさつキャンパス正門

南草津駅の周辺は、草津市内では「にぎわい拠点」としては北部の草津駅を中心とする地域と対を成す地域として位置付けられている。草津市都市計画マスタープランでは、「草津の南部副都心」として商業・業務・文化情報機能等を据えた地域づくりが掲げられている。
1994年（平成6年）に開設された立命館大学びわこ・くさつキャンパスの玄関口として発展した。同キャンパスは、理工学部のみの5,000人で発足し、2014年（平成26年）には17,000人を超えるところまで拡大している。立命館大学びわこ・くさつキャンパスまでのアクセスはバスで約20分である。2015年（平成27年）4月に立命館大学びわこ・くさつキャンパスから経営学部など1学部2研究科が大阪いばらきキャンパスに移転し、学生数が前年比で約4,100人減少することになり、駅周辺に影響が懸念された。
開業時は周囲に田畑が広がっていただけであったが、集合住宅などの建設が進み、立命館大学在学生のうち約35%が下宿することから、駅周辺は学生街として側面を持つようになった。
南草津駅の急速な街の発展は、駅周辺整備事業が寄与のほかに、土地区画整理事業の区域内で地区計画を定めたことでまちづくりの方向性が明らかにされたこと、そして土地利用者が自らの土地の魅力を感じていたからとされる。
人口や利用者数の増加に伴う活況の一方で防犯面では課題が生じており、2007年（平成19年）度には滋賀県内の交番別犯罪件数で当駅前が最多となった。開業以来、ひったくりや自転車盗難が多発している。滋賀県警や地元住民、大学生によるパトロール や周辺の学校に登校する生徒による啓発活動 が行われている。
自転車の駐輪によって歩行者の通行が妨げられる問題が顕在化したため、2001年10月1日から駅周辺は放置禁止区域に指定されている。この当時は駅南側に仮設の駐輪場が設置されていたが、2002年に草津市立南草津駅自転車自動車駐車場が開設された。なお、この駐輪場では朝夕でも円滑に自転車の出入庫処理を行うため、「自転車版ETC」が開発・使用されている。自転車通学をする学生が多いため、朝夕の時間帯は自転車と歩行者の接触事故が少なくないという。事故を防止するため、周辺の道路では歩行者と自転車の通行区域の分離が2008年から実施されている。
宿泊客と通勤・通学客で駅が混雑することが懸念されたため、南草津駅周辺での民泊営業が禁止されている。

### 西口
立命館大学びわこ・くさつキャンパスに近い東口の学生街とは違い、落ち着いた街並みであることが特徴である。
草津市が区画整理事業に着手することになったのが1998年（平成10年）で、1999年（平成11年）6月26日に都市計画決定と地権者などの総会開催を経て、同年10月24日に土地区画整理組合を設立することになった。
その後、2000年（平成12年）9月に中世と見られる建物群などの遺跡が古道沿いとされる場所で出土した。
2007年（平成19年）7月25日に駅前広場が供用開始となり、2009年（平成21年）10月24日に区画整理事業の完了に伴って野路町から「南草津」に変更されることになった。
区画整理事業の進展に伴って集合住宅（マンション）などの建設が進み、それに合わせて金融機関が5店舗立地して個人客を中心とした競争が激化している。
主な施設
- 東横イン琵琶湖線南草津駅西口
- 京都中央信用金庫 南草津支店
- 京都銀行 南草津支店
- 滋賀中央信用金庫南草津支店
- 近畿労働金庫草津支店
- 淡海医療センター
- ルビットパーク南草津 - 南草津プリムタウン内
- 草津市立老上中学校
- 草津市立老上小学校
- 光泉カトリック中学校・高等学校
- 草津看護専門学校

### 東口

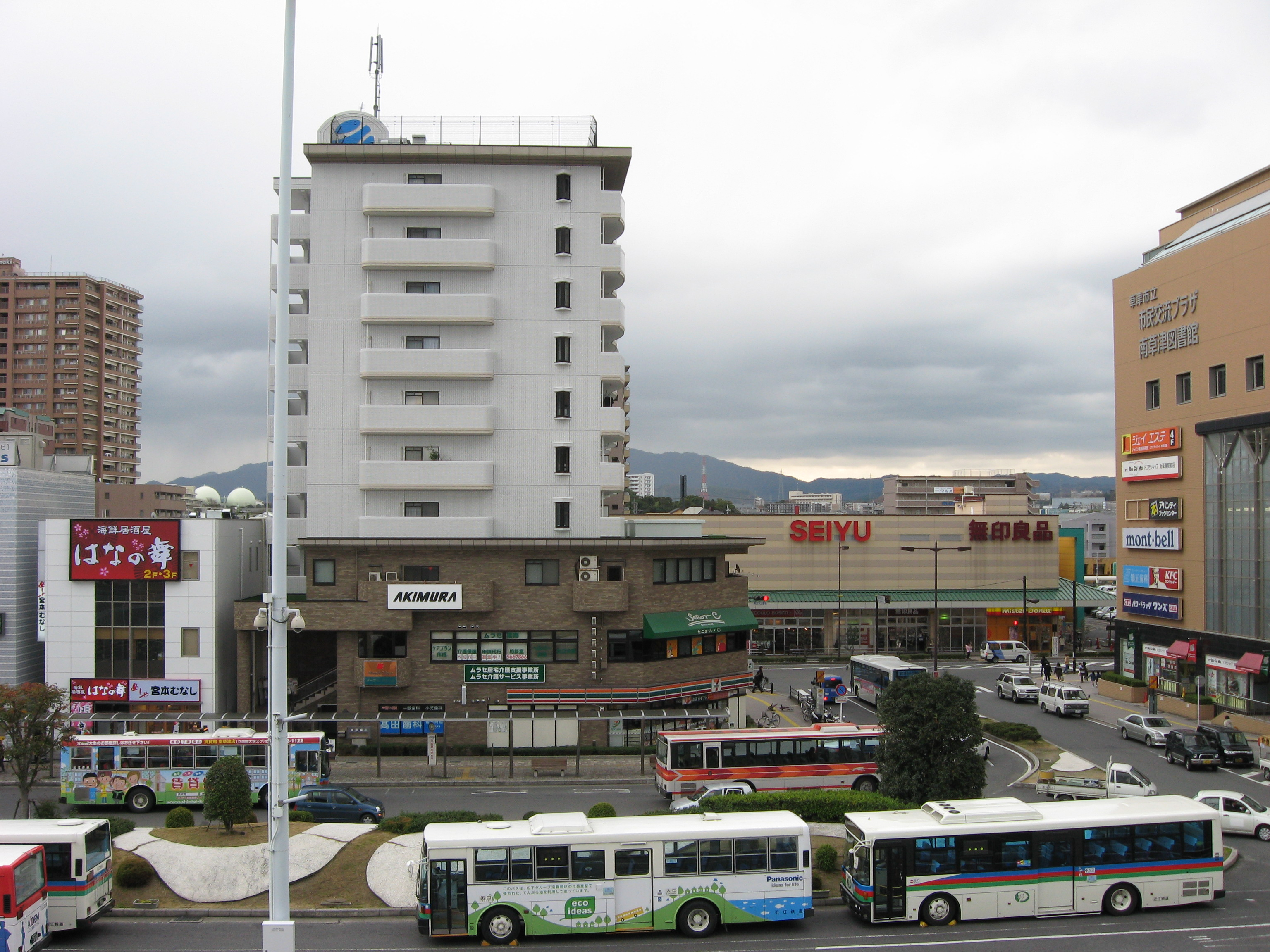
東口駅前広場（2007年12月）

1992年（平成4年）8月2日に「草津市野路東部土地区画整理組合」を設立して、1994年（平成6年）4月2日に仮換地指定への地権者などの同意を取得し、1999年（平成11年）2月17日に駅前広場が完成している。
南草津駅東口は送迎する車両の進入が増加し、路線バスの運行に支障が出ている状態である。2020年（令和2年）10月19日から11月13日まで東口駅前ロータリー前の市道（市道南草津駅前線・市道南草津駅中央線）を自家用車通行止めにする社会実験が行われた。
主な施設
- フェリエ南草津（複合施設）
  - 草津市立南草津図書館[106][107]
- 草津クレアホール
- 滋賀銀行南草津駅前支店
- 京都信用金庫南草津支店
- 関西みらい銀行草津南支店
- 近江草津徳洲会病院
- 立命館大学びわこ・くさつキャンパス[87][8][104]
- 滋賀医科大学
- 滋賀県立玉川高等学校
- 草津市立玉川中学校
- 草津市立玉川小学校
- 草津市立矢倉小学校
- パナソニック株式会社草津地区（草津工場）
- パナソニック マーケティングスクール
- 西友 南草津店
- 南草津駅自転車自動車駐車場

## バス路線
路線バスとしては近江鉄道と帝産湖南交通のバス路線が乗り入れる。近江鉄道は駅の両側で、帝産湖南交通は駅の東口でバスを乗り入れている。2016年4月1日から南草津駅の混雑を解消するために、南草津駅東口と立命館大学の間で連節バス「JOINT LINER」が運行開始となった。
南草津駅西口には草津市が運行する「まめバス」が乗り入れ、草津駅医大線の停留所が設けられている。
| 南草津駅     | 南草津駅                        | 南草津駅 | 南草津駅 |
| 乗り場       | 運行事業者                      | 系統または路線名・行先 | 備考 |
| ------------ | ------------------------------- | --- | --- |
| 1            | 近江鉄道バス                    | 立命館大学シャトルバス：[直行]立命館大学 | - 平日の授業日のみ運行。連接バスを使用する便あり。 - （土曜・日曜・祝日に臨時運行することがある） |
| 2            | - 三栄交通 - 千葉みらい観光バス | KBライナー：バスタ新宿 | 夜行高速バス |
| 2            | さくら観光                      | さくら高速バス：バスタ新宿 | 夜行高速バス |
| 2            | 山一サービス                    | アミー号：海浜幕張 / 東京駅 | 夜行高速バス |
| 2            | 杉崎観光バス                    | 杉崎高速バス：東京駅 | 夜行高速バス |
| 2            | AT LINER                        | ＠（アット）ライナー：大宮駅 | 夜行高速バス |
| 2            | 広栄交通バス                    | ブルーライナー：大宮駅 | 夜行高速バス |
| 2            | ジャムジャムエクスプレス        | JAMJAMライナー：大宮駅 | 夜行高速バス |
| 3            | 近江鉄道バス                    | 南草津立命線：立命館大学 | かがやき通り方面 |
| 4            | 近江鉄道バス                    | 南草津立命線：立命館大学 | パナソニック東口方面 |
| 5            | 近江鉄道バス                    | 南草津松団線：パナソニック前 / パナソニック団地口 | 平日朝のみ（パナソニック前行きは[急行]として運行） |
| 5            | 近江鉄道バス                    | 飛島線：松ヶ丘五丁目 / 県立長寿社会福祉センター | 県立長寿社会福祉センター行き：平日朝から昼の一部のみ |
| 5            | 近江鉄道バス                    | 南草津医大線：県立長寿社会福祉センター | 平日朝に2便のみ運行（当路線は飛島グリーンヒルを経由しない） |
| 6            | 帝産湖南交通                    | - 52：草津車庫 - 72：松が丘五丁目 - 82：龍谷大学 - 122・222：草津養護学校 - 162：パナソニック東口 / パナソニック西中央 / かがやきの丘 - 262・272・282：青山五丁目 | - 52：平日の昼前に1便のみ運行 - 82・122：ともに平日のみ運行（82は本数わずか、122は平日朝に1便のみ運行） - 162：パナソニック方面は朝にごく少数のみ、かがやきの丘行きは夕方以降に運行 - 262：朝に1便のみ運行 - 272：夕方に1便のみ運行 - 282：本数わずか |
| 7            |                                 | | （降車専用） |
| 8            |                                 | | （降車専用） |
| 南草津駅西口 |                                 | | |
| 1            | まめバス                        | 草津駅医大線：大学病院 / 草津駅東口 | 日曜・祝日運休 |
| 2            | 近江鉄道バス                    | - イオンモール南草津線：イオンモール草津 - 南草津西口線：草津駅西口                                                                                               | - イオンモール南草津線：「矢橋帰帆島」経由は朝に1便のみ運行 - （同線の他の便は「淡海医療センター」または「よし池」経由で運行） |

## 隣の駅
西日本旅客鉄道（JR西日本）
 琵琶湖線（東海道本線）
- 特急「はるか」「らくラクびわこ」停車駅

■新快速
草津駅 (JR-A24) - 南草津駅 (JR-A25) - 石山駅 (JR-A27)
■普通（京都駅または高槻駅以西は快速となる列車を含む）
草津駅 (JR-A24) - 南草津駅 (JR-A25) - 瀬田駅 (JR-A26)

### 記事本文